# Nowy Dwór (gmina Dąbrowa Chełmińska)
Nowy Dwór – wieś sołecka w Polsce, położona w województwie kujawsko-pomorskim, w powiecie bydgoskim, w gminie Dąbrowa Chełmińska. W latach 1975–1998 miejscowość należała administracyjnie do województwa bydgoskiego. W latach 1939–1945 położona była w okręgu Rzeszy Gdańsk-Prusy Zachodnie, w rejencji bydgoskiej (Regierungsbezirk Bromberg), w powiecie Chełmno (Kreis Kulm).

## Położenie
Miejscowość położona jest na historycznej Ziemi Chełmińskiej, rozlokowana na skraju wysoczyzny morenowej należącej do Pojezierza Chełmińskiego. W pobliżu miejscowości znajduje się zbocze doliny Wisły o wysokości ok. 30 m, poprzecinane parowami. Niektóre rozcięcia erozyjne zbocza są pogłębione przez wody opadowe i wysięki wód podziemnych.
Przez miejscowość przebiega droga wojewódzka nr 551 ze Strzyżawy do Wąbrzeźna oraz linia kolejowa nr 209 Bydgoszcz Wschód – Brodnica.

## Nazwa
Miejscowość występowała w dokumentach pod nazwami:
- 1825 – Neudorf
- 1866 – Adelig-Neuhof (pol. Nowydwór Szlachecki)
- 1886 – Nowydwór
- 1891 – Neuhof

W latach 1939 - 1942 wieś została podzielona na dwa. Pierwszy obszar przyporządkowany został do kategorii Folwark i ww. przedziale czasowym nazwyany był jako Neuhof Vorw. (Vorwerk), drugi przydzielony do kategorii Leśnictwo nazywany był Neuhof Försterei. Po przeprowadzonej zamianie nazw miejscowości w Okręgu Rzeszy Gdańsk-Prusy Zachodnie, w latach 1942 - 1945 nazywano je Neuhof.

## Demografia
Według Narodowego Spisu Powszechnego (III 2011 r.) Nowy Dwór liczył 571 mieszkańców.

## Przyroda i rekreacja
Nowy Dwór od południa i północy otoczony jest kompleksem leśnym. W bezpośrednim sąsiedztwie znajdują się rezerwaty przyrody: Las Mariański i Reptowo, a w pewnym oddaleniu dwa kolejne: Wielka Kępa i Linje. Chronią one siedliska związane z doliną Wisły: łęgi, grądy, bory mieszane, torfowiska i stanowisko lęgowe czapli siwej i połączone są  pieszym szlakiem turystycznym (48,4 km) „Rezerwatów Chełmińskich”, wiodącym z Bydgoszczy-Fordonu do Chełmna. Na wysoczyźnie morenowej w okolicy Nowego Dwora znajduje źródło wód podziemnych silnie zmineralizowanych, zalegających na znacznej głębokości. W pobliskim Lesie Mariańskim eksploatowane na skalę przemysłowa jest źródło Wody Ostromeckiej. W 2003 wieś włączono w obszar Zespołu Parków Krajobrazowych Chełmińskiego i Nadwiślańskiego.
Wzdłuż drogi wojewódzkiej nr 551 przez Nowy Dwór wiedzie droga rowerowa z Fordonu przez Strzyżawę i Ostromecko do Dąbrowy Chełmińskiej.

## Zespół dworsko-parkowy
W Nowym Dworze znajduje się założenie dworsko-parkowe. W połowie XIX wieku wzniesiono tu parterowy dwór z piętrem na poddaszu oraz dwiema przybudówkami dla generała von Schoenborga. Od północnej strony dworu założono park o powierzchni 2,5 ha. Drzewostan stanowiły m.in. lipy drobnolistne oraz kasztanowce białe. W XX wieku dwór i park uległy znacznym przekształceniom. W parku założono boisko sportowe, wybetonowano krąg taneczny, a staw parkowy zamieniono na basen przeciwpożarowy. Pozostały jedynie nieliczne drzewa rosnące pojedynczo lub w niewielkich grupach.

## Historia
Wieś znajduje się na terenie, na którym istniały od XV wieku osady Izbice, Piekło oraz częściowo folwark Reptowo, należące do majątku ziemskiego właścicieli Ostromecka. Z zestawienia podatkowego i spisu ludności z początku XIX w. wynika, że wieś Izbice zaliczała się do ubogich wsi majoratu ostromeckiego (13 danników 10 parobków). W okresie Księstwa Warszawskiego, w latach 1807-1809, zbudowano z cegły produkowanej w cegielni ostromeckiej na najwyższym wzniesieniu w Nowym Dworze trzy budynki koszarowe i zakwaterowano w nich oddział polskich huzarów (budynek koszarowy z ujeżdżalnią dla koni huzarskich istnieje do chwili obecnej). Wzniesione trzy bloki ze stajniami, między którymi znajdowała się ujeżdżalnia, miały pomieścić 100 jeźdźców z końmi.
W rezultacie zmian strukturalnych wynikających z pruskiej ustawy uwłaszczeniowej (1823) właściciel Ostromecka Jakub Martin Schönborn określił granice i nazwę miejscową dla nowej wsi folwarcznej Neudorf (Nowa Wieś), którą w XX stuleciu zmieniono na Nowy Dwór. W 1825 zaadaptowano koszary na mieszkania, a w latach 1825-1880 wzniesiono kompleks zabudowań gospodarczych, m.in. nowoczesną gorzelnię (1876), płatkarnię i młyn, domy mieszkalne (czworaki), owczarnie, stodołę, stajnie, obory, chlewy, warsztat dla kowala i kołodzieja oraz dwór. Według spisu z 1868 roku we wsi znajdowało się 19 budynków, w tym 7 mieszkalnych, w których zamieszkiwały 152 osoby, w tym 112 katolików i 40 ewangelików. Miejscowość należała do parafii katolickiej i ewangelickiej w Ostromecku. Dzieci uczęszczały do szkoły ewangelickiej w Mozgowinie. Do 1945 roku folwark w Nowym Dworze był filią majątku ostromeckiego i przynosił zyski z hodowli, produkcji spirytusu oraz tarcicy.
W okresie międzywojennym w Nowym Dworze funkcjonowała gorzelnia i tartak, należące do ordynacji Ostromecko. W latach 30. XX w. zatrudniały one około 10 osób. Ich dzierżawcą był Janusz Mały, zaś w czasie okupacji Walter. W latach 30. XX w. we wsi mieszkały 33 rodziny, które zobowiązane były do codziennego posyłania do pracy w majątku ostromeckim dwóch osób. Po II wojnie światowej majątek stał się własnością Skarbu Państwa, a użytkownikiem był najpierw PGR, potem Zielarski Ośrodek Doświadczalny „Herbapol” Kusowo, a następnie Zakłady Zielarskie.

## Archeologia
We wsi na piaszczystym wzgórzu odkryto cmentarzysko grobów popielnicowych z okresu kultury łużyckiej. Z przedmiotów brązowych odkryto m.in.: pierścionki, brzytwę, pincetę oraz haczyki rybackie.